# The Beatles’ 1965 US Tour
The Beatles’ 1965 US Tour – czwarta trasa koncertowa angielskiej grupy muzycznej The Beatles, w której trakcie odbyło się szesnaście koncertów. Była to pierwsza trasa koncertowa The Beatles w Ameryce Północnej.

## Lista koncertów
- 15 sierpnia: Nowy Jork, Nowy Jork, Stany Zjednoczone – Shea Stadium
- 17 sierpnia: Toronto, Kanada – Maple Leaf Gardens
- 17 sierpnia: Toronto, Kanada – Maple Leaf Gardens
- 18 sierpnia: Atlanta, Georgia, Stany Zjednoczone – Atlanta Stadium
- 19 sierpnia: Houston, Teksas, Stany Zjednoczone – Sam Houston Coliseum
- 19 sierpnia: Houston, Teksas, Stany Zjednoczone – Sam Houston Coliseum
- 20 sierpnia: Chicago, Illinois, Stany Zjednoczone – Comiskey Park
- 20 sierpnia: Chicago, Illinois, Stany Zjednoczone – Comiskey Park
- 21 sierpnia: Bloomington, Minnesota, Stany Zjednoczone – Metropolitan Stadium
- 22 sierpnia: Portland, Oregon, Stany Zjednoczone – Memorial Coliseum
- 22 sierpnia: Portland, Oregon, Stany Zjednoczone – Memorial Coliseum
- 28 sierpnia: San Diego, Kalifornia, Stany Zjednoczone – Balboa Stadium
- 29 sierpnia: Los Angeles, Kalifornia, Stany Zjednoczone – Hollywood Bowl
- 30 sierpnia: Los Angeles, Kalifornia, Stany Zjednoczone – Holllywood Bowl
- 31 sierpnia: Daly City, Kalifornia, Stany Zjednoczone – Cow Palace
- 31 sierpnia: Daly City, Kalifornia, Stany Zjednoczone – Cow Palace